# San Saba (Messina)
San Saba is een plaats (frazione) in de Italiaanse gemeente Messina.